# Demonax rufobasalis
Demonax rufobasalis är en skalbaggsart som beskrevs av Maurice Pic 1943. Demonax rufobasalis ingår i släktet Demonax och familjen långhorningar.
Artens utbredningsområde är Filippinerna. Inga underarter finns listade i Catalogue of Life.